# Heather McDermid
Heather Jane McDermid (* 17. Oktober 1968 in Calgary) ist eine ehemalige kanadische Ruderin, die zwei olympische Medaillen gewann.

## Sportliche Karriere
Heather McDermid begann ihre sportliche Laufbahn als Leichtathletin, musste diese Karriere aber nach einer Fußgelenk-Verletzung beenden. Danach begann sie beim Calgary Rowing Club mit dem Rudersport. Bereits 1994 trainierte sie mit der kanadischen Nationalmannschaft. Ihr internationales Debüt gab sie bei den Olympischen Spielen 1996 in Atlanta. Der kanadische Achter mit Heather McDermid, Tosha Tsang, Maria Maunder, Alison Korn, Emma Robinson, Anna van der Kamp, Jessica Monroe, Theresa Luke und Steuerfrau Lesley Thompson gewann die Silbermedaille hinter den Rumäninnen. 
Danach trat Heather McDermid erst beim Weltcup 1999 in Wien wieder international auf. In Wien belegte sie zusammen mit Kubet Weston den vierten Platz im Zweier ohne Steuerfrau, mit dem kanadischen Achter belegten beide den dritten Platz hinter den Rumäninnen und den Weißrussinnen. Bei der Weltcup-Regatta in Luzern siegten erneut die Rumäninnen, hinter den Niederländerinnen kam der kanadische Achter auf den dritten Platz. Die Weltmeisterschaften 1999 wurden im kanadischen St. Catharines ausgetragen. Im Achter siegten die Rumäninnen vor dem US-Boot, die kanadische Crew mit Buffy-Lynne Alexander, Laryssa Biesenthal, Alison Korn, Theresa Luke, Heather McDermid, Emma Robinson, Dorota Urbaniak, Kubet Weston und Lesley Thompson gewann die Bronzemedaille.
Im Weltcup 2000 belegte der kanadische Achter in Wien den sechsten Platz, in Luzern erreichte das Team den zweiten Platz hinter den Rumäninnen. Bei den Olympischen Spielen in Sydney siegten im ersten Vorlauf die Niederländerinnen vor dem kanadischen Achter, im Hoffnungslauf gewann der US-Achter vor den Kanadierinnen. Im Finale setzten die Rumäninnen ihre Siegesserie fort, hinter den Niederländerinnen gewann das kanadische Boot die Bronzemedaille in der Besetzung Heather McDermid, Heather Davis, Dorota Urbaniak, Theresa Luke, Emma Robinson, Alison Korn, Laryssa Biesenthal, Buffy-Lynne Alexander und Lesley Thompson.